# Pipeline (rockklubb)
Pipeline Sundsvalls Musikforum (vanligen kallat Pipeline) är Sundsvalls enda rockklubb och Sveriges äldsta musikförening, grundad 1973 under namnet Magasinet. Föreningen är sprungen ur svenska musikrörelsen och drivs i huvudsak av ideella krafter. Pipeline genomför ett femtiotal arrangemang varje år. Det är i huvudsak musikarrangemang men också standup, dans, teater och filmvisningar förekommer.
Under åren har band som Danko Jones, The Hellacopters, The Ark, Håkan Hellström, Bob Hund, Mustasch, Raised Fist, At The Gates, Miss Li med flera spelat på Pipeline.
Pipeline är med i Kontaktnätet, riksorganisation för ideella kulturföreningar.